# نخالية
النخالية (بالإنجليزية: Pityriasis)‏ هو تقشر أو تحرشف يصيب الجلد.

## التصنيف
تشمل النخالية:
- النخالية البيضاء
- النخالية الحزازانية المزمنة
- النخالية الحزازية والجدرية الحادة
- النخالية الوردية
  - النخالية المحلقة أو النخالية المدورة
- النخالية الحمراء الشعرية
- النخالية المبرقشة أو السعفة المبرقشة
- القشرة (كانت تسمى سابقا بنخالية الرأس)
- نخالية أسبستية أو سعفة أسبستية الشكل

انظر أيضا
- توسف